# Узелус
Узѐлус (на италиански: Usellus; на сардински: Usèddus, Узедус) е село и община в Южна Италия, провинция Ористано, автономен регион и остров Сардиния. Разположено е на 289 m надморска височина. Населението на общината е 817 души (към 2010 г.).